# Nicolas Beaurain
Pour les articles homonymes, voir Beaurain.
Nicolas Beaurain est un maître-verrier de la Renaissance française, mort en 1563.

## Biographie

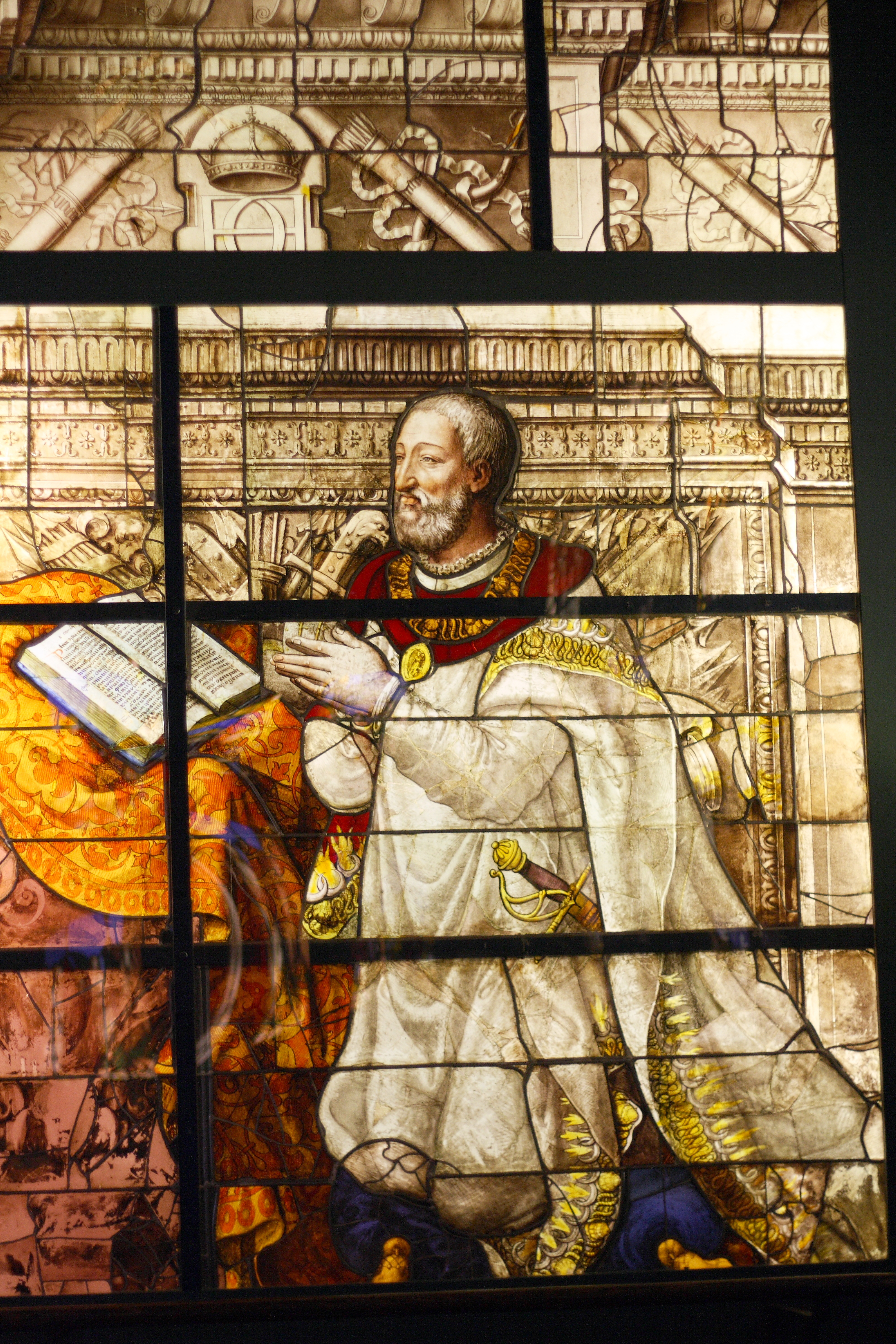
François Ier provenant de la Sainte-Chapelle de Vincennes, déposé au musée national de la Renaissance

Nicolas Beaurain a succédé à Jean Chastellain, après sa mort à la fin de 1541, dans les comptes des Bâtiments du roi.
À la mort de Jean Chastellain, les marguilliers de l'église Saint-Étienne-du-Mont lui ont demandé de réaliser la grande verrière de saint Étienne dans la première fenêtre sud du déambulatoire (baie 103). Le marché est passé le 29 décembre 1541.
En 1548, Philibert Delorme a commandé à Nicolas Beaurain des grisailles mythologiques pour le château d'Anet

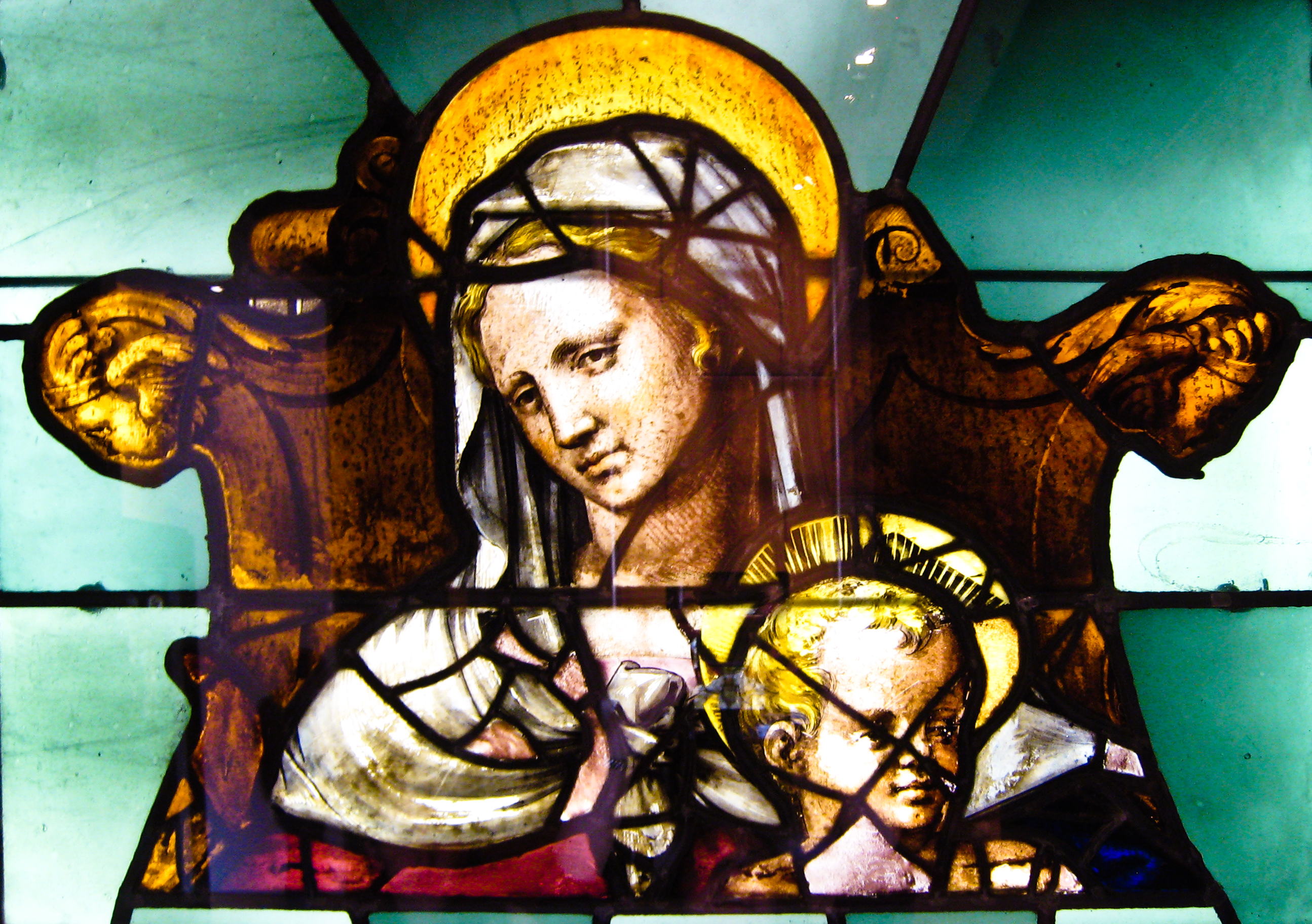
Vierge à l'Enfant du musée du Louvre

Entre 1551 et 1559, il a réalisé les vitraux de la Sainte-Chapelle de Vincennes sous la direction de Philibert Delorme. Des fragments importants de ses vitraux sont conservés dans le musée du Louvre - en particulier une Vierge à l'Enfant - et au musée national de la Renaissance,. Le premier marché pour les vitraux de la Sainte-Chapelle a été passé à Nicolas Beaurain par Philibert Delorme le 15 avril 1551, le second le 18 mars 1555. Le nom de Nicolas Beaurain n'apparaît plus dans les comptes des Bâtiments du roi après 1563. Il avait réalisé les verrières de l'abside. Il a aussi vitré en blanc les baies qui n'avaient pas reçu de verrières. Il est probable que les travaux ont considérablement diminué après la mort du roi Henri II, en 1559.
Il a réalisé la verrière de Joseph de l'église Saint-Aspais de Melun au milieu du XVIe siècle.
Après 1550, il apparaît dans les actes comme un marchand vitrier, ce qui témoigne de sa réussite financière.
Léon de Laborde a donné dans Les comptes des bâtiments du Roi (1528-1571) les paiements, les bâtiments du roi sur lesquels il est intervenu : aux châteaux de Fontainebleau, de Saint-Germain-en-Laye, du Louvre, à l'hôtel des Tournelles, à Villers-Cotterêts, à l'Arsenal, au palais du roi, entre 1555 et 1563. Il apparaît encore dans les comptes des Bâtiments du roi en 1565 et 1566.